# Charger (Band)
Charger war eine englische Nu-Metal- und Sludge-Band aus Stoke-on-Trent, die 1995 gegründet wurde und sich 2012 auflöste.

## Geschichte
Die Band wurde im Jahr 1995 gegründet und bestand aus dem Sänger Tim Machin, den Gitarristen Jim Palmer und Jay Woodroffe, dem Bassisten Jez Leslie und dem Schlagzeuger Paul Sanderson. Es folgte 1998 ein erstes Demo namens Howlin’ Ass, das bei verschiedenen Konzerten mit Bands wie Iron Monkey verteilt wurde. Anfang 1999 trat die Band mit dem Lied Black Acid Rape auf dem Sampler Helping You Back to Work Vol. II erstmals überregional in Erscheinung. Nach einer Tournee mit Raging Speedhorn, die vom Kerrang-Magazin gesponsert worden war, wurde eine erste EP namens Fuzzbastard aufgenommen. Die Aufnahmen fanden innerhalb von zwölf Stunden in den Backstage Studios in Derbyshire mit dem Produzenten Dave Chang statt. Im Januar 1999 hatte die Band einen Vertrag bei Undergroove Recordings unterzeichnet, worüber die Veröffentlichung stattfand. Danach folgte eine weitere Tour, erneut gesponsert vom Kerrang, mit Raging Speedhorn und Vex Red sowie Auftritte mit One Minute Silence, Napalm Death, Defenestration und Brutal Deluxe. Im Jahr 2000 begann die Produktion des Debütalbums The Foul Year of Our Lord. Der Titel wurde Hunter S. Thompsons Fear and Loathing in Las Vegas entliehen. Nach einer Tour mit Raging Speedhorn und Tribute to Nothing im März 2000, die vom Metal Hammer finanziert worden war, wurde das Album im November veröffentlicht. Der Tonträger war erneut von Dave Chang produziert worden, Mitch Harris steuerte Begleitgesang bei. Im Juni 2001 verließ Leslie die Besetzung. Bei der einen Tag später beginnenden Tour mit Rabies Caste verzichtete die Band auf einen Bassisten, ehe im August der Liverpooler Tom O’Brien als Ersatz hinzukam. Danach schlossen sich Konzerte mit Amen und Vex Red an. 2002 erschien die Kompilation Fuzzbastard, die die gleichnamige EP, Live-Aufnahmen und unveröffentlichte Lieder enthält. Nach einem Auftritt auf dem Morrowfest, erschien im April 2003 das von Billy Anderson produzierte Album Confessions of a Man (Mad Enough to Live Amongst Beasts). Im Mai und Juni schloss sich eine fünfwöchige Tournee durch Europa mit Today Is the Day an. Dabei spielten die beiden Gruppen unter anderem auch in Frankfurt am Main mit Closer Than Kin. Auch ging es zusammen mit Taint und Khang auf eine kurze Tour durch Großbritannien. Im November und Dezember spielte die Band in Großbritannien mit My Ruin und Murder One. Zuvor war der ehemalige Terrorizer-Herausgeber Martin Ives als neuer Sänger zur Band gekommen. Zudem wurden Auftritte mit Morbid Angel, Napalm Death, Cathedral und Orange Goblin abgehalten. Im Jahr 2005 war die Gruppe auf dem Damnation Festival zu sehen. Danach folgte eine Split-Veröffentlichung mit Birds of Paradise auf Ives’ Label Calculated Risk Records sowie eine weitere mit Black Eye Riot bei Calculon Records, die mit vier Auftritten mit Black Eye Riot und Lazarus Blackstar beworben worden war. 2007 wurde das nächste Album unter dem Namen Spill Your Guts veröffentlicht. Danach ging es mit dem neuen Gitarristen Danny Unett auf Tour, da Jim Palmer die Besetzung Anfang 2007 verlassen hatte. 2008 verließ Ives die Band, woraufhin die anderen Mitglieder den Gesang übernahmen, ehe die Gruppe auf dem vierten Heavyfest spielte. Am 24. Oktober 2009 war die Gruppe erneut auf dem Damnation Festival vertreten. Am 1. April 2012 gab die Band auf Facebook ihre Auflösung bekannt. Gründe hierfür seien familiäre und finanzielle Gründe sowie fehlende Motivation der Mitglieder. Ein geplanter Auftritt auf dem Morrowfest wurde daraufhin abgesagt.

## Stil
Laut Christian Graf in seinem Nu Metal und Crossover Lexikon spielt die Band nach eigener Aussage „brutal elektrisierenden Rock mit Punkgitarren, kolossalen Riffs, pfundschweren Beats, emotionalen Texten und einem entschlossenen Gesang“. Joel McIver bezeichnete die Musik als eine Kombination aus heruntergetunten Riffs und knurrendem Gesang, die ihren Platz im britischen Nu Metal einnehmen sollte. Laut Elmar Salmutter vom Metal Hammer gibt es auf Confessions of a Man (Mad Enough to Live Among Beasts) „einen schwer verdaulichen Soundtrack zum Weltuntergang“, worin „[r]untergestimmte, fies verzerrte Gitarren, wummernde Bässe, ein böse knurrender „Sänger“ und verschachtelte Song-Strukturen“ zu hören seien. Die Lieder seien oft recht lang und würden einen leichten Doom-Metal-Einfluss von Bands wie Neurosis aufweisen. Die Musik sei für Fans von Today Is the Day und Iron Monkey geeignet. Ähnlich verhält es sich laut Christian Kruse vom selben Magazin auch auf Spill Your Guts, auf dem „[u]ltralangsames Drumming, [ein] übelst verzerrter Bass, derbe Gitarrenwände und eine schier infernalische Schreistimme“ dominiere. Auch seien Einflüsse aus dem Crustcore hörbar. Als Referenz nannte er Today Is the Day und Unsane.

## Diskografie
- 1998: Howlin’ Ass (Demo, Eigenveröffentlichung)
- 1999: Fuzzbastard (EP, Undergroove Recordings)
- 2000: The Foul Year of Our Lord (Album, Undergroove Recordings)
- 2002: Fuzzbastard (Kompilation, Undergroove Recordings)
- 2003: Confessions of a Man (Mad Enough to Live Among Beasts) (Album, Peaceville Records)
- 2005: Charger / Black Eye Riot (Split mit Black Eye Riot, Calculon Records)
- 2005: Charger / Birds of Paradise (Split mit Birds of Paradise, Calculated Risk Records)
- 2007: Spill Your Guts (Album, Undergroove Recordings)
- 2009: Disgust at the Status Quo (EP, Future Noise Recordings)